# Stacey Lee
Stacey Lee ist eine neuseeländische Regisseurin.

## Biografie
Nach einem Abschluss in Kommunikation arbeitete Lee als Werbetexterin bei Saatchi & Saatchi in Neuseeland. Später wechselte sie zu Agenturen 180 Amsterdam und Mother New York. 2006 erreichte sie bei den YoungGuns International Awards den 9. Platz. Ihr Übergang zum Film begann mit der Produktion kurzer Videoinhalte für Adidas, in denen sie Sportler filmte. 2010 gab sie ihr Regiedebüt mit dem Dokumentarfilm One Fire Ignites Another. Der Durchbruch gelang ihr 2015 mit dem Kurzfilm Live Fast, Draw Yung, der auf dem Tribeca Film Festival Premiere feierte und beim Tacoma Film Festival als „Bester Dokumentar-Kurzfilm“ ausgezeichnet wurde.
Bekanntheit erlangte sie vor allem für ihre Regiearbeit in den Filmen Underplayed und Olivia Rodrigo: Driving Home 2 U.

## Filmografie
Dokumentationen
- 2010: One Fire Ignites Another
- 2022: Olivia Rodrigo: Driving Home 2 U

Filme
- 2015: Live Fast, Draw Yung
- 2019: Underplayed

Serien
- 2023: The Secrets of Hillsong